# Combo (videogiochi)
Nel gergo dei videogiochi una combo (abbreviazione del termine inglese combination, "combinazione") è una serie di azioni, tra cui pressioni di pulsanti e/o movimenti direzionali, compiute in una specifica sequenza, solitamente con stretti limiti di tempo, che porta un significativo vantaggio (o svantaggio, a seconda dei casi) al giocatore. Il termine è stato coniato per i videogiochi di genere picchiaduro, ma l'uso si è poi esteso in seguito ad altri tipi di giochi, come i rompicapo o gli sparatutto.
Molto spesso le combo sono usate per aumentare il punteggio o aumentare la potenza, ma non sono sempre necessarie per il completamento del gioco.
Nel caso dei picchiaduro, "combo" indica in modo specifico una serie di mosse effettuate in breve tempo che producono un consistente numero di colpi all'avversario. La buona riuscita della combo e la sua lunghezza richiede l'abilità del giocatore nel premere i tasti giusti in grande velocità; in alcuni casi esistono delle "contromosse" che, se eseguite dall'avversario, interrompono la sequenza di mosse. Generalmente, nell'ambito videoludico, per combo si intende dire comunque una serie di colpi consecutivi, che riescono a causare danni non indifferenti all'avversario.